# Coney Island (lied)
"Coney Island" is een nummer van de Amerikaanse singer-songwriter Taylor Swift in samenwerking met de Amerikaanse band The National uit 2020.

## Achtergrond
Swift, schreef het nummer samen met acteur Joe Alwyn en de gebroeders Dessner, beiden lid van The National. Het nummer werd opgenomen op Swifts negende studioalbum, Evermore. 
"Coney Island" is een alternatief rock- en indiefolknummer met teksten die herinneringen oproepen aan een gescheiden stel op Coney Island, een uitgaansgebied in Ney York. Swift en Berninger, leadzanger van The National, zingen respectievelijk over het perspectief van hun personage, waarin ze terugkijken op hun vroegere relatie.
Taylor Swift werkte eerder al samen met Aaron Dessner van The National voor haar achtste album Folklore. Deze samenwerking beviel goed, en werd voortgezet voor het vervolgalbum Evermore, dat door Swift steevast een 'zusteralbum' van Folklore genoemd wordt.
De broers Dessner stuurden Swift een aantal instrumentale nummers die ze voor hun band, The National, hadden gemaakt. Eén daarvan was wat later "Coney Island" zou worden. Swift en haar toenmalige vriend, de Engelse acteur Joe Alwyn, schreven de tekst en namen het nummer op met haar zang. Nadat ze de demo hadden beluisterd, merkten de broers Dessner dat het nummer erg verwant was aan The National. Ze stelden zich voor dat Matt Berninger (leadzanger van The National) het zou zingen en Bryan Devendorf (drummer van The National) de drums zou bespelen. Zodoende werd het een samenwerking tussen Swift en de volledige band The National.

## Hitlijsten
Het nummer behaalde in meerdere landen de hitlijsten maar werd geen grote commerciële hit. In de Amerikaanse Billboard Hot 100 kwam het niet verder dan een 63e positie. In Canada werd de 31e plek gehaald en in Australië de 42e. De Vlaamse Ultratop 50 en Nederlandse Top 40 werden niet gehaald. 

### NPO Radio 2 Top 2000
Coney Island stond in 2024 voor het eerst in de NPO Radio 2 Top 2000, op plek 1237.